# Willibald Harrer
Willibald Harrer (* 14. Februar 1951 in Selingstadt) ist ein deutscher katholischer Geistlicher.

## Leben
1977 weihte ihn der Bischof von Eichstätt Alois Brems zum Priester. Danach war er Kaplan in Berching und Nürnberg. Es folgten Ernennungen zum Pfarrer in Sachsen-Lichtenau und Ingolstadt-Etting. 1997 wurde er Regens des Collegium Willibaldinum. Ab 2001 war er Domkapitular und Caritasdirektor im Bischöflichen Ordinariat. Ende 2010 wurde er Domdekan.
Im September 2010 wurde Harrer Finanz- und Baudirektor des Bistums Eichstätt. Ende 2016 trat er ohne Angabe von Gründen von diesen Ämtern zurück. Im Februar 2018 wurde bekannt, dass er Kreditverträge gegengezeichnet hatte, die dem Bistum einen Schaden von bis zu 50 Millionen Euro verursachten.
Am 5. Februar 2019 wurde durch das Bistum ein Zwischenbericht der von Bischof Hanke beauftragten Münchner Kanzlei Westpfahl Spilker Wastl zum Ergebnis ihrer Untersuchungen mit dem Titel „Finanzskandal im Bistum Eichstätt – Ursachen, Verantwortlichkeiten, Konsequenzen und Erfahrungen“ der der Öffentlichkeit vorgestellt. Darin wird ausführlich auf die Verantwortlichkeit und Vorgehensweise der beteiligten Gremien und Person der Finanzverwaltung des Bistums eingegangen, auch auf die des ehemaligen Finanzdirektors.
Harrers Schicksal hing zusammen mit dem in der Eichstätter Diözese seit Jahrzehnten herrschenden Grundsatz, dass „der Finanzdirektor, ohne Rücksicht auf die nach dem Kirchenrecht erforderlichen Fähigkeiten und Erfahrungen, zwingend Geistlicher bzw. Domkapitular sein muss. Damit wurde bewusst in Kauf genommen, dass der geistliche Finanzdirektor über keine tiefergehenden Kenntnisse im Bereich der Finanzanlage“ verfüge. Wie die meisten kirchlichen Verantwortungsträger hatte er nicht Wirtschaft, sondern Theologie studiert.